# Eva Marie
Natalie Eva Marie Nelson, meglio conosciuta con il ring name Eva Marie (Walnut Creek, 19 settembre 1984), è un'attrice, modella ed ex wrestler statunitense.

## Biografia
È nata a Walnut Creek (California), ma è cresciuta nella città di Concord (California); sua madre Josie è messicana mentre il padre Barry è di origini italiane.
Nel 2009 si è laureata in business management e in risorse umane presso la California State University di Long Beach (California).

## Carriera
Eva Marie ha fatto il suo debutto nella WWE durante la puntata di Raw del 1º luglio 2013, in un segmento nel backstage insieme a JoJo, Natalya, le Bella Twins (Brie Bella e Nikki Bella) e le Funkadactyls (Cameron e Naomi), tutte ragazze partecipanti al reality-show di Total Divas. Il 18 agosto, a SummerSlam, ha cercato di aiutare Brie Bella in un match contro Natalya, ma alla fine è stata la canadese a prevalere.
In autunno il cast di Total Divas (Brie Bella, Cameron, Eva Marie, JoJo, Naomi, Natalya e Nikki Bella) ha iniziato una faida con AJ Lee, Aksana, Alicia Fox, Layla e Rosa Mendes. Nella puntata di Raw del 7 ottobre Eva Marie ha fatto il suo esordio in un incontro ufficiale, vincendo un 6-Women Tag Team match insieme a JoJo e Natalya contro Alicia Fox, Aksana e Rosa Mendes. Il 24 novembre 2013, a Survivor Series, il cast di Total Divas ha sconfitto la squadra composta da AJ Lee, Aksana, Alicia Fox, Kaitlyn, Rosa Mendes, Summer Rae e Tamina Snuka.
Nella puntata di SmackDown del 14 febbraio 2014 Eva Marie ha battuto Alicia Fox con la Reverse STO, mentre la settimana successiva ha fatto coppia con Summer Rae perdendo contro le Bella Twins (Brie Bella e Nikki Bella). Nella puntata di Raw del 24 marzo ha annunciato la sua partecipazione al Vickie Guerrero's Invitational, a WrestleMania XXX, valido per il Divas Championship di AJ Lee, ma non è riuscita a vincere l'incontro. Il 4 luglio, a SmackDown, ha perso contro AJ Lee in un match non titolato; nelle settimane successive ha riaffrontato la campionessa in altre due occasioni ma non è mai riuscita a strappare una vittoria.
Nella puntata di SmackDown del 18 luglio ha attaccato Nikki Bella, effettuando un turn-heel, e l'ha sconfitta nel corso della serata; tuttavia, nel mese di agosto ha dovuto prendersi una lunga pausa dal wrestling a causa della rottura di una protesi al seno. Dopo aver passato alcuni mesi ad allenarsi sotto la guida di Brian Kendrick, ha fatto il suo ritorno ad NXT il 3 giugno 2015, sconfiggendo Peyton Royce. Nei mesi successivi ha combattuto prevalentemente negli house-show, iniziando una breve faida con Carmella, che ha battuto grazie all'aiuto di Nia Jax.
Nella puntata di Raw del 28 marzo 2016 è ritornata nel roster principale aiutando Alicia Fox, Brie Bella, Natalya e Paige a difendersi dall'attacco di Emma, Lana, Naomi, Summer Rae e Tamina, effettuando quindi un turn-face. Il 3 aprile, a WrestleMania 32, ha partecipato e vinto un 5-on-5 Tag Team match insieme alle wrestler sopracitate.
Con la Brand Extension del 19 luglio 2016 è stata trasferita nel roster di SmackDown; tuttavia nelle settimane successive è stata sempre impossibilitata a combattere per piccoli imprevisti (kayfabe), intervenendo comunque attivamente fuori dal ring e distraendo le sue avversarie per farle perdere.
Il 18 agosto 2016 è stata sospesa per trenta giorni in seguito alla sua prima violazione del Wellness Program (legit).
Il 4 agosto 2017, dopo quasi un anno di inattività, ha risolto il contratto che la legava alla WWE.
il 4 maggio 2021 è stato annunciato il ritorno di Eva Marie nel roster di Raw tramite un video intitolato Eva-Lution; dopo oltre un mese di attesa, è apparsa a Raw il 15 giugno insieme ad una nuova alleata, Doudrop, che ha affiancato in un match vittorioso contro Naomi.
Il 5 novembre 2021 è stata licenziata insieme a numerosi altri colleghi.

## Vita privata
È sposata dal 2014 con un uomo di nome Jonathan Coyle.

## Personaggio

### Mosse finali
- Sliding Reverse STO
- Shiranui

### Soprannomi
- "Flame Haired Femme Fatale"
- "Mrs. All Red Everything"
- "Red Queen"

### Musiche d'ingresso
- Top of the World dei CFO$ (2013–2014)[9]
- Out of My Mind dei CFO$ (2014–2015)[10]
- Time to Rise dei CFO$ (2015–2017)[11]
- Boss It dei Def Rebel (2021)

## Riconoscimenti
- Pro Wrestling Illustrated
  - 50ª tra le 50 migliori wrestler femminili nella PWI Female 50 (2016)
- Wrestling Observer Newsletter
  - Worst Worked Match of the Year (2013) – con Brie Bella, Cameron, JoJo, Naomi, Natalya e Nikki Bella vs. AJ Lee, Aksana, Alicia Fox, Kaitlyn, Rosa Mendes, Summer Rae e Tamina Snuka

## Filmografia

### Cinema
- Inconceivable, regia di Jonathan Baker (2017)
- Hard Kill, regia di Matt Eskandari (2020)
- Phoenix, regia di Daniel Zirilli (2022)

### Televisione
- Total Divas – reality (2013–2017)
- Celebrity Showdown – reality (2018)
- Celebrity Big Brother – reality (2019)
- Paradise City – serie TV (2021)